# Internet Explorer 11
Internet Explorer 11 (IE11), phiên bản Internet Explorer cuối cùng, là một trình duyệt web, của Microsoft. Nó được chính thức phát hành ngày 17 tháng 10 năm 2013 cho Windows 8.1 và vào ngày 7 tháng 11 năm 2013 cho Windows 7. Tuy nhiên Internet Explorer 11 vẫn được đi kèm trên Windows 10 vì lý do doanh nghiệp, và Microsoft cũng phát hành Internet Explorer 11 cho Windows Embedded 8 Standard và Windows Server 2012 vào ngày 16/4/2019 thông qua Windows Update dưới dạng một ứng dụng desktop thông thường, không có giao diện Metro.
Hiện Microsoft đã ngừng hỗ trợ Internet Explorer 11 vào ngày 15 tháng 6 năm 2022.